# Бернд Улбрих
Бернд Улбрих (на немски: Bernd Ulbrich) е германски писател на произведения в жанра научна фантастика.

## Биография и творчество
Бернд Улбрих е роден на 20 януари 1943 г. в Берлин, ГДР (Германия). В периода 1949-1959 г. е ученик, а през 1960-1961 г. е чирак по химия. Служи като моряк в периода 1961-1964 г., а в периода 1964-1966 г. завършва гимназия, докато работи на смени. През 1966-1971 г. учи химия в Хумболтовия университет в Берлин. Докато следва в университета прави първите си опити да пише. След завършването си в периода 1971-1975 г. работи като научен сътрудник в областта на индустриалните изследвания.
През 1975 г. започва да пише радио-пиеси и от 1976 г. е писател на свободна практика. През 1977 г. излизат сборниците му с научнофантастични разкази „Невидимият кръг“ и „Störgröße M“ (Нарушение M), които го нареждат сред известните автори на немската фантастика. Пише фантастика до 1994 г., когато прекъсва за период повече от 10 години във връзка с политическите промени. В периода 1976-1995 г. участва в различни антологии предимно в страните от Източна Европа, докато в западната литература е малко познат.
За работата си получава през 1991 г. стипендия от Берлинския Сенат, а през 1992 г. стипендия от Културния фонд. През 1996-1997 г. е член на журито за годишната младежка награда за литература в Потсдам, а през 1998 г. е член на журито за литературата награда за младежи в Берлин.
През 2005 г. започва да пише отново.

## Произведения
- Невидимият кръг, Der unsichtbare Kreis (1977) – сборник разкази
- Störgröße M (1980) – сборник разкази
- In eigenem Auftrag (1981) – разказ
- Haus in der Heide (1983) – разказ
- Abends im Park und nachts und morgens (1983)
- Auf Titan verschollen (1987)
- „Elternmisshandlung“ oder „Die Vollendung des Turmbaus zu Babel“ (1992)
- Wenn morgen Weltende wäre (1994)
- „Flam“ oder „Diesseits und Jenseits“ (2005)
- L.A. oder Adam und Eva (2008)

### Пиеси
- Der verhexte Kater (1975)
- Havarie im Kosmos (1976)
- Die Roboterfalle (1977)

### Разкази публикувани в България
в сборника „Невидимият кръг“
- Авария, Havarie, 1977
- Лейтенант Динкли, Zivilleutnant Dincklee, 1980
- Невидимият кръг, Der unsichtbare Kreis, 1977
- Недоразумението, Das Mißverständnis, 1977
- Омагьосаният котарак, Der verhexte Kater, 1975
- Оцелелите, Die Überlebenden, 1977
- Планета от клас Земя, Planet der Klasse Erde, 1980
- Последната нощ, Die Letzte Nacht, 1977
- Степен на смущение „Човек“, Störgröße M, 1980

### Книги за Бернд Улбрих
- „Bernd Ulbrich“ в „Die Science-fiction der DDR. Autoren und Werke. Ein Lexikon“ (1988) – от Ерик Симон